# Owkhchī
Owkhchī (persiska: اوخچی, Ūkhchī) är en ort i Iran.   Den ligger i provinsen Östazarbaijan, i den nordvästra delen av landet, 500 km väster om huvudstaden Teheran. Owkhchī ligger 1 703 meter över havet och antalet invånare är 290.
Terrängen runt Owkhchī är kuperad åt sydväst, men åt nordost är den platt. Runt Owkhchī är det ganska glesbefolkat, med 22 invånare per kvadratkilometer. Närmaste större samhälle är Bolūkābād, 12,2 km nordost om Owkhchī. Trakten runt Owkhchī består i huvudsak av gräsmarker.